# Synodontis unicolor
Synodontis unicolor är en afrikansk, afrotropisk fiskart i ordningen Malartade fiskar som tros förekomma endemiskt i Kongo-Kinshasa, men icke vetenskapligt underbyggda rapporter om att den även observerats i Zambia har förkommit. Den är främst nattaktiv. Denna fisk kan bli upp till 24,1 cm lång och lever i strax under fem år.